# Giorgione Calcio 1994-1995
Questa voce raccoglie le informazioni riguardanti il Giorgione Calcio nelle competizioni ufficiali della stagione 1994-1995.

## Rosa
| N. |                   | Ruolo | Calciatore          |
| -- | ----------------- | ----- | ------------------- |
|    | Italia (bandiera) | P     | Alberto Ballico     |
|    | Italia (bandiera) | C     | Attilio Beghetto    |
|    | Italia (bandiera) | D     | Maurizio Bertocchi  |
|    | Italia (bandiera) | A     | Edi Bivi            |
|    | Italia (bandiera) | A     | Luca Bonaventura    |
|    | Italia (bandiera) | A     | Guido Carboni       |
|    | Italia (bandiera) | D     | Massimo Cendron     |
|    | Italia (bandiera) | C     | Marco De Stefani    |
|    | Italia (bandiera) | P     | Paolo De Toffol     |
|    | Italia (bandiera) | C     | Moreno Dissena      |
|    | Italia (bandiera) | D     | Riccardo Giacopuzzi |
|    | Italia (bandiera) | C     | Stefano Giordani    |

| N. |                   | Ruolo | Calciatore         |
| -- | ----------------- | ----- | ------------------ |
|    | Italia (bandiera) | C     | William Gobbato    |
|    | Italia (bandiera) | D     | Christian Grego    |
|    | Italia (bandiera) | D     | Carlo Marchetto    |
|    | Italia (bandiera) | C     | Christian Ottofaro |
|    | Italia (bandiera) | C     | Cristiano Patta    |
|    | Italia (bandiera) | P     | Matteo Quagini     |
|    | Italia (bandiera) | C     | Massimo Rella      |
|    | Italia (bandiera) | C     | Riccardo Rimondini |
|    | Italia (bandiera) | D     | Andrea Rocchigiani |
|    | Italia (bandiera) | D     | Nicola Stocco      |
|    | Italia (bandiera) | D     | Mauro Zorzi        |